# Danh sách thành phố Lào

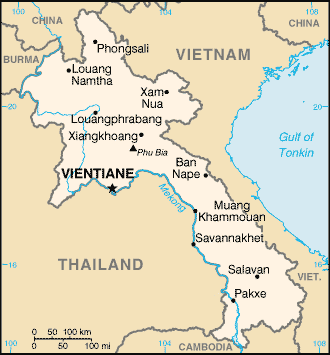
Bản đồ Lào

Dưới đây là danh sách các thành phố và tỉnh lỵ của Lào:
| Thành Phố - Tỉnh Lỵ            | Dân số  | Tọa độ                              | Tỉnh                           |
| ------------------------------ | ------- | ----------------------------------- | ------------------------------ |
| Viêng Chăn (Thủ đô)            | 471.000 | 17°58′B 102°36′Đ / 17,97°B 102,6°Đ  | Vientiane Prefecture           |
| Pakxe (Pắc Xế)                 | 68.093  | 15°07′B 105°47′Đ / 15,12°B 105,78°Đ | Champasak (Chăm Pa Sắc)        |
| Kaysone Phomvihane             | 91.684  | 16°34′B 104°45′Đ / 16,57°B 104,75°Đ | Savannakhet (Xa Vẳn Na Khẹt)   |
| Luang Prabang (Luông Pha Băng) | 66.781  | 19°53′B 102°08′Đ / 19,89°B 102,14°Đ | Luang Prabang (Luông Pha Băng) |
| Xam Neua (Sầm Nưa)             | 17.461  | 20°25′B 104°03′Đ / 20,42°B 104,05°Đ | Huaphanh (Hủa Phăn)            |
| Phonsavan (Phôn Xa Vẳn)        | 48.643  | 19°28′B 103°11′Đ / 19,46°B 103,18°Đ | Xiengkhuang (Xiêng Khoảng)     |
| Thakhek (Thà Khẹt)             | 38.388  | 17°25′B 104°50′Đ / 17,41°B 104,83°Đ | Khammouane (Khăm Muộn)         |
| Muang Xay (Oudomxai)           | 35.289  | 20°41′B 101°59′Đ / 20,69°B 101,98°Đ | Oudomxay (U Đôm Xay)           |
| Vang Vieng                     | 20.930  | 18°55′B 102°27′Đ / 18,92°B 102,45°Đ | Viêng Chăn                     |
| Pakxane                        | 25.805  | 18°23′B 103°40′Đ / 18,38°B 103,66°Đ | Borikhamxay (Bô Ly Khăm Xay)   |
|                                | 15.986  | 14°48′B 106°50′Đ / 14,8°B 106,83°Đ  | Attapeu (Át Ta Pư)             |
| Huoixai                        | 29.866  | 20°16′B 100°26′Đ / 20,26°B 100,43°Đ | Bokeo (Bò Kẹo)                 |
| Luang Namtha (Luồng Nậm Thà)   | 28.551  | 20°57′B 101°24′Đ / 20,95°B 101,4°Đ  | Luang Namtha (Luồng Nậm Thà)   |
| Phongsaly (Phong Sa Lỳ)        | 8.161   | 21°41′B 102°06′Đ / 21,68°B 102,1°Đ  | Phongsaly                      |
| Xayabury (Xay Nha Bu Ly)       | 31.482  | 19°15′B 101°45′Đ / 19,25°B 101,75°Đ | Xayabury (Xay Nha Bu Ly)       |
| Salavan (Saravane)             | 12.659  | 15°43′B 106°25′Đ / 15,72°B 106,42°Đ | Salavan (Saravane)             |
| Sekong (Sê Kông)               | 20.116  | 15°20′B 106°43′Đ / 15,34°B 106,72°Đ | Sekong (Sê Kông)               |